# 中国治贪史
中国治贪史指中国历朝历代打击贿赂、盗用公款等贪污行为的历史。

## 简介
中國治貪的历史可以上溯至虞舜時期皋陶創立的“墨”罪，“惡而掠美為昏，貪以敗官為墨，殺人不懲為賊，《夏書》曰：‘墨、賊、殺、皋陶之刑也’。”中国历史上记载的第一位贪官是春秋时期的羊舌鲋，官至晋国代理司马、代理司寇，因贪赃枉法被杀。明初的官俸是以粮食计算，到中叶折为色俸，有时给钞，有时財務困難時，竟给苏木、胡椒为俸，故《明史》稱“自古官俸之薄未有若此”。
自2012年中共十八大以来，中国加大了反腐力度，有众多高官因贪腐落马，详见中華人民共和國腐敗案件列表。

## 先秦
商朝有专门约束官员的措施，稱之“三风十愆”，意思指三种恶劣风气，所滋生的十种罪愆。
劉澤華與王蘭仲撰《論古代中國社會中的貪污》稱“西周時已有貪污受賄的記載”。
《吕刑》提及五過之疵，即“惟官、惟反、惟内、惟货、惟来”。其中“惟货”即是指行賂於吏。
《左傳·桓公二年》載，“國家之敗，由邪官也；官之失德，寵賄章也。”
《詩經·大雅•桑柔》載，“貪人敗類”。
春秋魯國大夫叔向處罰貪官羊舌鮒，論“墨”罪，“殺，棄屍於市。”

## 秦漢

### 两汉
汉武帝刘彻曾下诏，建立“言事变”制度，鼓励各级基层官员、民间人士越级上书、诣阙言事。
《漢書·田延年傳》：丞相議奏延年“主守盜三千萬，不道”，御史大夫田廣明謂太僕杜延年：“《春秋》之義，以功覆過。當廢昌邑王時，非田子賓之言大事不成。今縣官出三千萬自乞之何哉？願以愚言白大將軍。”

## 魏晋南北朝

### 北魏[5]
太武帝太延三年下诏，号召天下百姓，可以举报其官长：“其令天下吏民，得举告守令不如法者。”
文成帝太安五年下诏：“牧守莅民，虽岁满去职，应计前逋，正其刑罪。”
明元帝诏令：“守宰不如法，听百姓诣阙告之。”试图发动群众的力量，共同打击贪腐。
献文帝又设置“诸监临之官”，监察百官；“所监治受羊一口、酒一斛者，罪至大辟，与者以从坐论。”其意为：“官员收了一头羊，一壶酒，就可以判处死刑，赠贿者也要接受同等处罚。”

## 隋唐

### 中晚唐
唐德宗大历五年（公元770年）五月，“承前府县并差百姓修理桥梁，不逾旬月，即被折毁，又更差勒修造，百姓劳烦，常以为弊”。
唐代宗時，宰相元載專權貪污，大歷十二年（777年）三月命左金吾大將軍吳湊逮捕元載、王縉二相於政事堂。籍其家，起贓無數，其中取出八百石胡椒。宋代羅大經在《鶴林玉露》一書中感嘆：“臭襪終須來塞口，枉收八百斛胡椒”。
贞元四年（公元788年），有詔：“京城内庄宅使界、诸街坊墙有破坏，宜令取两税钱和雇工匠修筑，不得科敛民户”。

## 五代十国
南汉皇帝刘鋹荒淫无道、不理朝政，朝中大权由龚澄枢、陈延寿掌控，龚澄枢等遵从刘鋹的意思，规定选拔官员必须“阉割”，皇帝刘鋹亲自解释说：“自有家室，顾子孙，不能尽忠，惟宦者亲近可任。”

## 宋元

### 两宋
北宋，宋太祖赵匡胤在962年（建隆三年）下诏，“赃满五贯文者处死”，五贯文是当时一个县令半个月的工资。
北宋皇帝鼓励“上奏言事”，范仲淹、包拯、王安石、朱熹等，都曾写过反腐奏折。
宋仁宗初年，上封者言：“外任臣僚有贪汙不公，虐民害物者，转运使虽知事端，又未有论诉发觉，只以见更体量，别具闻奏。”
慶曆四年（1044年），環慶路都部署兼知慶州滕宗諒因任意使用「公使錢」饋遺游士、犒勞民兵，結果被彈劾，謫守巴陵郡。
南宋初張俊“喜置田產，故江、浙間兩淮歲入租米僅百萬石。及死，諸子進黃金九萬兩”，一說“歲收租米六十萬斛”。

## 明朝
《明史》卷八二《食货志六》称明代官俸最薄，“自古官俸之薄，未有若此者”《廿二史札记》卷三二亦有《明官俸最薄》之條。
明朝洪武皇帝朱元璋极力推崇老百姓举报贪官，“私下巧立名目，害民取财”，老百姓可以写举报信，也可以到首都南京城上访，同时老百姓有权力“绑缚赴京治罪”。朱元璋在1385年（洪武十八年）下诏，“尽逮天下官吏之为民害者”，一般贪官被逮住之后罚到南京城建筑城墙，贪污银子达到60两以上的，“枭首示众，仍剥皮实草”，其他处置措施包括：凌迟、枭首、弃市、族诛等。
朱元璋立下重典，官員貪污達60兩白銀，一律押往府州縣衙門左邊的土地神廟，設有「剝皮亭」，處剝皮實草之刑。剝皮時如果讓被剝皮者早死了，又規定：「有即斃者，行刑之人坐死。」（葉子奇《草木子餘錄》）
洪武十八年（1385年）三月，御史余敏、丁廷舉告發戶部侍郎郭桓利用職權，勾結其他官吏，私吞太平、鎮江等府的賦稅，又巧立名目，多徵賦稅水腳錢、車腳錢、口食錢、庫子錢、蒲簍錢、竹簍錢、神佛錢等。經過追查，六部的多數官員如禮部尚書趙瑁、刑部尚書王惠迪、工部侍郎麥至德等人皆郭桓同黨，一共三萬餘人斬首示眾，“百姓中產之家大抵皆破”。史稱“郭桓案”。 
赵翼的《二十二史札记》載，正統十四年（1449年）王振籍没时，“金银六十余库，玉盘百，珊瑚高六七尺者二十余株”。
正德五年（1510年），刘瑾败后，抄家得“金二十四万锭，又五万七千七百两。元宝五百万锭，银八百万，又一百 五十八万三千六百两。以上金共一千二百五十万七千八百两，银共二万五千九百五十八万三千六百两”。2001年《亞洲華爾街日報》據此將劉瑾列入過去1000年來，全球最富有的50人名單。
正德十六年（1521年），钱宁籍没时，“黄金十余万两，白金三千箱，玉带二千五百束”。
正德十六年（1521年），江彬籍没时，“入公帑者，黄金七十柜，柜一千五百两，银二千二百柜，柜二千两。”
嘉靖三十四年（1555年），戶科給事中楊允繩上疏“近者督撫命令不行于有司。”，又是“督撫蒞任，例賂權要，名‘謝禮’。有所奏請，佐以苞苴，名曰‘候禮’。及俸滿營遷，避難求去，犯罪欲彌縫，失事希芘覆，輸賄載道，為數不貲。督撫取諸有司，有司取諸小民。有司德色以事上，督撫靧顏以接下。上下相蒙，風俗莫振。”
嘉靖四十四年（1565年），嚴嵩、嚴世蕃父子倒台時，《明史》稱，抄出來“黃金可三萬餘兩，白金二百萬餘兩，他珍寶服玩所直又數百萬”。《天水冰山录》載：“纯金器皿共三千一百八十五件，重一万一千余两，玉器共八百五十七件，耳坠 耳环共二百六十七双，布缎绫罗纱共一万四千三百余段，扇柄二万七千三百余把，南昌和分宜的第宅房店两共三千三百间。”嚴世蕃同時又是色情狂，“嚴分宜父子溺器，皆以金銀鑄婦人，而空其中，粉面彩衣，以陰受溺。”北京百姓稱之為“錢癆”。
明代周元《泾林续记》载：“世蕃纳贿，嵩未详知，始置笥箧，既付(府)库藏委皆充 。蕃妻乃掘地深一丈，方五尺，四围及底砌以纹石，运银实其中，三昼夜始满，外存者犹无算，将覆土，忽曰：是乃翁所贻也，亦当令一见。因遣奴邀嵩至窖边，烂然夺目。嵩见延袤颇广，已自愕然，复询深若干，左右以一丈对，嵩掩耳返走，口中嗫嚅言曰：多积者必厚亡，奇祸奇祸，则嵩亦自知不免矣。”
徐階執政時期，治國有道，朝野稱之為「名相」。可是其子弟橫暴鄉里，佔奪達二十四萬畝田地。隆慶元年（1567年），廣東道監察御史齊康彈劾徐家人橫行鄉里，徐家認為齊康是受徐階的政敵高拱指使。其他言官及時任大理寺丞的海瑞也跟著上疏指責齊康，高拱因此下臺，時人謂之「權奸」。後來海瑞當上南直巡撫時，要求徐階退田，徐階退了一些，海瑞還是不滿意，弄得徐階很難堪，最後還在大廳撥糞。
隆慶初年，古田僮族韋銀豹、黃朝猛反叛。殷正茂有軍事才幹，但生性貪婪，首輔高拱多給殷正茂二十萬兩白銀，希望他早日平叛，班師回朝。高拱說：“吾捐百萬金予正茂，縱幹沒者半，然事可立辦。”時以拱為善用人。
崇祯帝说：“吏、兵二部，用人根本。近来弊窦最多，未用一官，先行贿赂，文、武俱是一般。近闻选官动借京债若干，一到任所，便要还债。这债出在何人身上，定是剥民了。这样怎的有好官？肯爱百姓。”

## 清朝
清初文官的俸禄标准是依据万历《大明全典》制定的低薪制，知县“每月支俸3两，一家一日粗食安饱兼喂马匹，须银五六钱，一月俸不足五六日之费”。幕友师爷、门房仆役，都需官员自己出钱聘雇，一般的县要二三百人，大县达千余人至数千人。李慈铭在曰记中称：“京官贫不能自存，逢一外吏入都，皆考论年世乡谊，曲计攀援。先往投谒，继以宴乐，冀获微润。彼外吏者分其峻削所得，以百分之一辇致权要，罄其毫末遍散部院诸司，人得锱铢以为庆幸。于是益冥搜广询，得一因缘，动色相告，赴之若鹜，百余年来成为故事。”
康熙帝對貪污恨之入骨，說，“朕恨貪污之吏，更過於噶爾丹”。康熙帝甚至强调，“别项人犯，尚可宽恕，贪官之罪，断不可宽。”。但是他表示要杜絕貪污根本不可能，“所謂廉吏者、亦非一文不取之謂、若纖毫無所資給、則居官日用、及家人胥役、何以為生。如州縣官止取一分火耗、此外不取、便稱好官。”，更多沽名釣譽的假清官，晚年甚至允許官員貪污，以致政風敗壞，史稱索額圖“貪侈傾朝右”，明珠“簠簋不飭，貨賄山積”，其他如徐乾學、高士奇等皆肆無忌憚地貪污公款。浙江农民“多佃种富室之田，而私其租之半……其有田而耕者什一而已”，高士奇在平湖县“置田产千顷，大兴土木，修整花园”。當時的民謠說：「九天供賦歸東海（徐乾學），萬國金珠獻澹人（高士奇）。」明珠“簠簋不饬，货贿山积”，余国柱每年都要馈献明珠万金，以为常。索额图“贪侈倾朝右”，户部尚书希福纳等官吏贪污银两二十余万，其属下堂司官等贪污四十余万两等。凤阳知府蒋国正勒索下属银一万余两，宜阳县令张育徽贪赃四千余两，阌乡县令白澄贪赃六万余两等。
康熙末年，“各省钱粮亏空甚多”，“庫帑虧絀，日不暇給”，“私派浮于国课，差徭倍于丁粮”，“生民乏食，物价腾贵”，湖南巡抚赵申乔奏报：“计每岁科派有较正供额赋增至数倍者”，“百姓穷蹙不支，多致流离转徙”，终于引发了朱一贵等大规模叛亂。甚至康熙本人亦明言：“诸臣为秀才，皆徒步布素，一朝得位，便高轩驷马，八驺拥护，皆何所来，可细究乎？”對於臣下貪污，總是睜一隻眼閉一隻眼。
乾隆四十六年（1781年），爆發“甘肃冒赈案”，地方官员以赈灾名義结伪灾舞弊，折收监粮，真相竟隐匿达七年之久，此案波及直隶、盛京、江苏、浙江、云南諸省官员113人，追缴赃银281余万两。乾隆帝惊呼此案“为从来未有之奇贪异事”。
乾隆五十五年（1790年）尹壮图上奏：“各督抚声名狼藉，吏治废弛。臣经过地方，体察官吏贤否，商民半皆蹙额兴叹，各省风气，大抵皆然，请旨简派满洲大臣同往各省察查望。”和珅當權的二十多年中，他貪污了超過八億兩白銀，兼併了千百萬頃土地，佔據了幾百處房產。 在他的保護之下，他的家奴也成了日擲千金的暴發戶。和珅聚斂的財富，竟超過了清朝政府十五年財政收入的總和。和珅成為中國歷史上名副其實的首貪。據《清朝野史大觀·和珅家財》等野史記載，和珅總財產是“八萬萬兩有奇（即八億兩）……政府歲入七千萬，而和珅以二十年之閣臣，其所蓄當一國二十年歲入半額而強”。
清代从督抚到州县，皆聘有幕宾與胥吏。郭嵩焘曾言：“汉唐以来，虽号为君主，然权力实不足，不能不有所分寄。故西汉与宰相外戚共天下，东汉与太监名士共天下，唐与后妃藩镇共天下，北宋与奸臣共天下，南宋与外国共天下，元与奸臣番僧共天下，明与宰相太监共天下，本朝则与胥吏共天下耳。”汪辉祖在《病榻梦痕录》说，乾隆十七年一個幕宾的“岁脩”为二百六十两白银，办理钱谷的为二百二十白银。章学诚在《与执政论时务书》中说：“州县有千金之通融，则胥吏得乘而牟万金之利；督抚有万金之通融，州县得乘而牟十万之利。”《清稗类钞》记载，户部索贿最易，其次是吏部、兵部，户部的胥吏大多居住在正阳门东和崇文门外，有“东富西贵”之谚。
晚清時期貪污更呈恶性发展的趋势，一般朝廷撥下的銀兩能真正用於公共建設僅達百分之十，即使是清官也僅有百分之三十的利用率，其餘都被官員吞侵。冯桂芬指出官员贪污“然非本性之贪，国家迫之，使不得不贪也。”，以致於“大小京官，莫不仰给于外官之别敬、炭敬、冰敬”。

## 中華民國
《亞洲華爾街日報》認為，二十世紀四十年代宋子文可能已是全球首富了，1943年時，他的資產估計為七千萬美元，曾投資美國通用汽車和杜邦公司。美國作家梅爾·米勒採訪杜魯門總統時，杜魯門氣得大罵：「他們都是賊，個個都是賊（They're thieves, every one of them）……他們從我們給蔣送去的38億美元中偷去7.5億美元。他們偷了這筆錢，而且將這筆錢投資在巴西的聖保羅，以及就在這裡，紐約的房地產。」而孔祥熙亦因为被傅斯年在1944年的国民参政会上揭发其贪污行为而被免职。不過黎東方所著《細說抗戰》中，聲稱中華民國僅收到8.6億美元。美國給予援助為軍火與物資而非現金，且要由美國駐華武官同意才可放行，史迪威就經常因扣住軍需品以威脅蔣介石。此外，Robert Hugh Ferrell在1995年考証對比默爾·米勒的書後，宣稱米勒書中有太多杜撰和捏造。

## 中华人民共和国
1932年5月9日下午，“中華蘇維埃共和國”成立后，在江西瑞金，第一个贪官(葉坪村蘇維埃政府主席謝步升)被槍斃。  
1934年，中央蘇區開展檢舉揭發、懲治貪污浪費鬥爭。兩個月之内，從中央總務廳、財政部、勞動部、貿易總局等機關和中央造幣廠、中央合作總社等企業及工農劇社、互濟會抓到貪污分子43人。造幣廠會計科長凌全香一年內貪污21萬多元、會計蕭倫海貪污1000多元是第一大案，他們的貪污額幾乎夠一個師一年的經費。
1934年2月28日，中央大禮堂基建工程處處長左祥雲因貪污公款246.7元被判死刑；3月25日，審判大會由「中央政府副主席」項英親自在於都縣主持，劉仁祥、劉天浩、李其芳等貪污被判死刑，縣蘇維埃政府主席熊仙璧被判監禁一年。
1951年底，刘青山张子善案发。1952年2月10日，中国共产党以贪污罪名公开处决张子善与刘青山。1950年至1951年，二人在任天津专区领导期间，盗窃地方粮款28,9151万元（旧币）、防汛水利专款30亿元、救灾粮款4亿元、干部家属救济粮款1亿4千万元，克扣修理机场民工供应补助粮款5亿4千3百3十万元，赚取治河民工供应粮款3亿7473万元，倒卖治河民工食粮从中渔利22亿元；此外还以修建为名骗取银行贷款60亿元，从事非法经营。
2007年9月26日，柏林透明國際指出，在一百八十個國家的評比中，中國清廉指數（CPI）第七十二名。但大陆民眾學生認為可能更嚴重，因為大陸民眾反應小学老师和幼师作为收入最低公务员也会贪污，讓小孩子上好一點公立幼兒園，甚至排座都與家長官场地位或賄賂金額有關，更有甚者小学教师为了获取职称不惜色情贿赂。
2005年9月，經濟合作與發展組織（OECD）在北京舉行的「亞太反貪腐倡議（Anti-corruption Initiative for Asia-Pacific）」研討會上發表報告指出，隨經濟改革，中國的貪污問題日益猖獗。2004年中國涉及貪污的金額高達4090億元人民幣至6830億元人民幣。到了2008年实际是上伴随四万亿投资计划资金很大部分涌入政府机关及国有企业，而政府收购很多破产私企，公有制经济占比增加并大举投资使贪腐极速膨胀
2012年11月15日，習近平在中共十八屆一中全會上當選中國共產黨中央委員會總書記，他上任後與中共中央紀委書記王岐山實行嚴厲的反腐行動，導致大量在任或已經卸任的官員落馬，包括原中央政治局常委周永康和原中央軍委副主席郭伯雄、徐才厚等退休高官。
中华人民共和国2015年对比2016年，2015年审结贪污贿赂等犯罪案件3万4000件，共涉及4万9000人。2016年审结贪污贿赂等案件的数量比2015年多出三分之一。2016年审结贪污贿赂等案件4万5000件，涉及6万3000人，其中，原省部级以上干部35人，原厅局级干部240人。
2023年5月，国家卫生健康委等14个部门联合印发《2023年纠正医药购销领域和医疗服务中不正之风工作要点》， 重点整治医药领域的突出腐败问题。當局及後部署开展为期1年的全国医药领域腐败问题集中整治工作。 央視網等官媒引述數據指，2023年以來至少超150位医院院长或党委书记被查。
不過，有外國媒體質疑，習近平主導的反腐敗運動有清洗政治對手、選擇性反腐等幾種說法，前者主要批評近些年黨內不同派系陸續失勢與習近平個人權力過度集中的現象，後者特別是在考量習周圍的人本身之後受到多大程度的影響，親信們和非敵對高層幹部是否輿論風頭過了就從輕發落等。隨著習近平權力不斷集中，反腐敗運動延續超過兩個任期，致使其真實目的屢屢被外界質疑，其組織內部紀委調查的模式、家人未被通知等程序隱患，各案開庭明細與虎頭蛇尾的問題也受到質疑。
經歷十餘年的反腐敗運動後，中國幹部涉貪被起訴人數有增無減，成效存疑，在2024年共有2.2萬餘人因涉及貪污、賄賂犯罪被檢察機關起訴，按年增長36.8%。習近平主導的反腐敗運動為其取得第三個甚至更長任期奠定基礎，也將中國改革開放以來推行的集體領導制度回歸毛澤東時期的強人統治。

## 历代评价
宋朝的李新有言：“廉吏十一，貪吏十九。”近代王亞南在研究中国封建官僚政治过程中曾感慨“中國一部二十四史，其實是一部反貪史”。

## 总结
有人歸咎於傳統儒家思想教育可能隱含著鼓勵職務上不當收取行為的發生，如“禮尚往來。往而不來，非禮也；來而不往，亦非禮也。”（《禮記·曲禮上》）。但更多的可能，應該源自中國現代法治觀念薄弱，社會上長期基於血緣親族式的人情世故，形成不規範的收送文化所致。這使得拿取非職務上所得利益，在內心道德門檻相對較低；許多任職公部門、擁有特定領域職權的知識份子，在面對利得誘惑時，會傾向認知諸如“不收的話，違背人情世故”，以及“拿人錢財替人消災”等錯誤的價值觀上。因此，在面對利害抉擇時，與其說儒家思想是帶給貪污的核心價值觀根源，不若說是現代法治建設不足所致。雖然如此，但傳統文化卻仍可能在一些方面，暗示著公私領域不分、對不當收受的容忍與監督不足，如家天下、要求士人衣錦還鄉、“彼竊鉤者誅，竊國者為諸侯”（《莊子·胠篋》），以及認為人性本善等，這些都使得在行政上建立法治、監督機制的機會一再流失，加上歷朝歷代中，世代科舉師生官吏相互結納形成上自王親國戚的頑固而綿密不絕的人脈網路，讓許多提出吏治的政治改革者，如北宋王安石、明代張居正（考成法）等，對於治理貪污行為都沒有積極性的作為。但相對於士族階級的因循，傳統中國的基層民間社會，則對貪污相當深惡痛絕，並將這種觀點表現在各種形式的民間藝術裡，如元明時期的戲曲、小說、筆記，以及民間說書的題材等，如《水滸傳》、《儒林外史》、《官場現形記》、《聊齋誌異》、《二十年目睹之怪現狀》等。這類民間對於貪污的道德譴責，往往持續到當時人後代子孫甚至被付諸史冊，形成一股抑止貪污行為的強大力量。打擊貪污在歐美現代國家，可能是一種對貪污衝擊政經結構的系統性反省的結果。但在中國乃至中華文化圈，卻可能是一種由下而上形成共識、鞭策立法的漫長過程。對於貪污犯的良心譴責相當嚴厲，往往罪及其共同受益的家族成員與後代，尤其當過程中損害公益時尤然，成為除了法律制裁之外，犯罪者需要嚴重考慮的機會成本。